# 忘れられた捧げもの
『忘れられた捧げもの』（わすれられたささげもの、Les Offrandes oubliées ）は、オリヴィエ・メシアンが作曲した管弦楽曲。「管弦楽のための交響的瞑想」（Méditation Symphonique pour orchestre ）という副題を持っている。「忘れられし捧げもの」とも称される。
タイトルの「捧げもの」は人類のために血を流したイエスの十字架を意味し、それを忘れて罪に走る人類、そして聖体の秘跡が描かれる。

## 概要
1930年にフランス・シャンパーニュ＝アルデンヌ地域圏オーブ県のフリュニーで作曲され、同年にピアノ用に編曲された。メシアンの管弦楽作品の中で実際に演奏された初めての作品であるが、この作品によって彼の才能が世に示されたデビュー作でもあった。初演は1931年2月19日にパリのシャンゼリゼ劇場でヴァルター・ストララム指揮、ストララム管弦楽団によって行なわれた。ピアノ版の初演については不明。
同時期のオルガン曲「天上の宴」（1928年）や管弦楽曲「聖体への讃歌」（1932年）においても、「聖体（または聖餐）」の主題が扱われている。
メシアンの初期の管弦楽作品で比較的多く演奏されるが、同じように多く演奏される曲は、1932年から1933年にかけて作曲された「キリストの昇天」である。

## 編成
フルート3、オーボエ2、コーラングレ、クラリネット2、バスクラリネット、ファゴット3、ホルン4、トランペット3、トロンボーン3、チューバ、ティンパニ(3個)、バスドラム、シンバル、トライアングル、弦五部

## 演奏時間
約12分。

## 構成
「交響的瞑想」という副題を持ち、それに加えて3つのセッションには「十字架 La Croix」、「罪 Le péché」、「聖体 L'Eucharistie」というタイトルが付けられており、テンポは緩-急-緩である。またスコアには調号も記されているが、移調の限られた旋法、不均等リズムなどメシアンの特徴的な作風が既に見られる。
スコアにはメシアン自身による3節からなる序文（外部リンクに全文あり）が掲げられており、それらは曲の全3部に対応する。